# Corridor médian

Logo de la Trans-Caspian International Transport Route

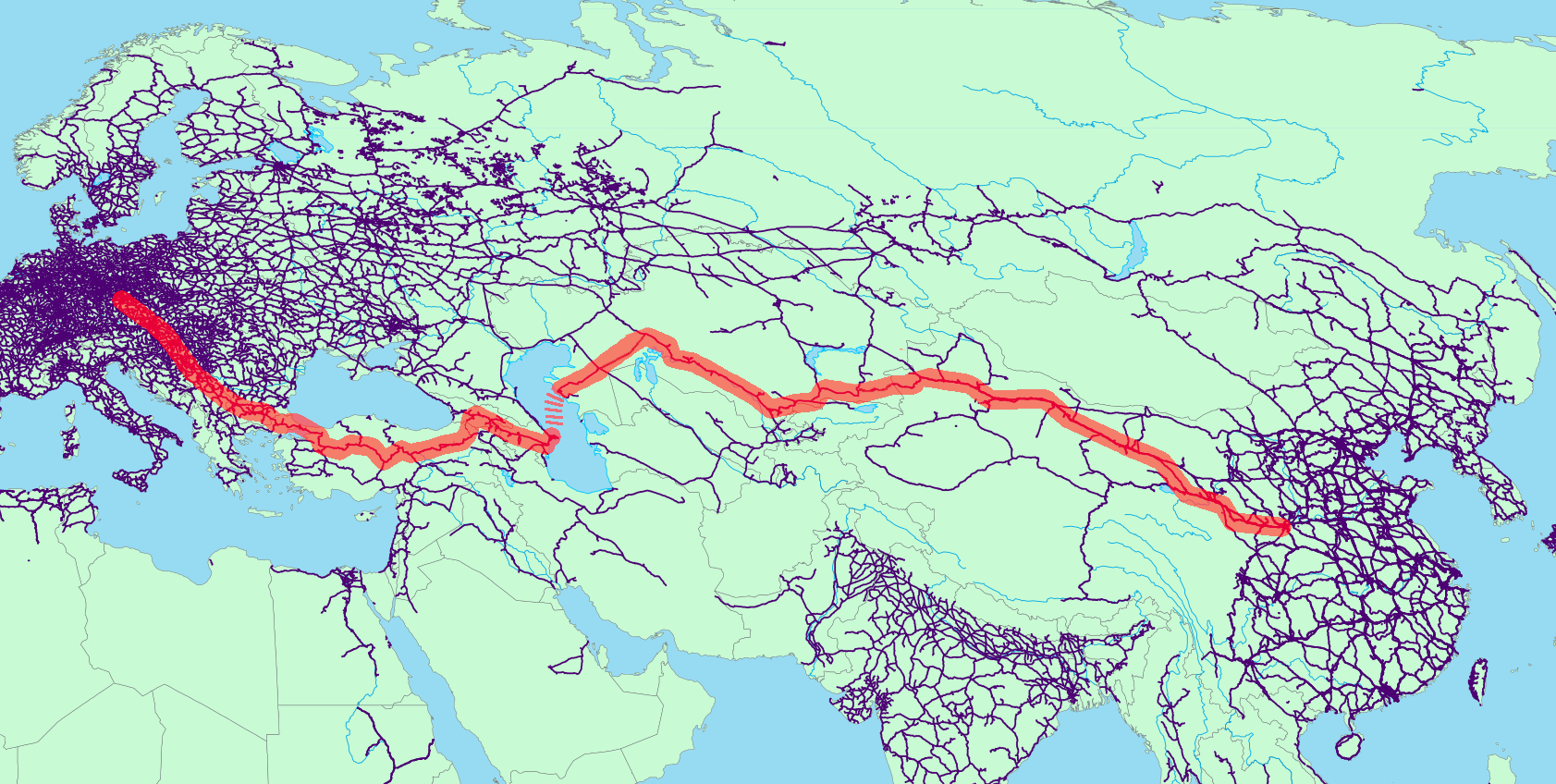
La route du train de Xi'an à Prague

Le corridor médian, (en anglais TITR (Trans-Caspian International Transport Route), est une route commerciale de l'Asie du Sud-est ou de la  Chine vers l'Europe via le Kazakhstan, la mer Caspienne (en utilisant des ferrys ferroviaires pour traverser la Caspienne), l’Azerbaïdjan, la Géorgie et la Turquie. C'est un chemin pouvant se substituer au corridor du nord qui traverse la Russie, et à la route océanique au sud, par le canal de Suez. Géographiquement, le Corridor médian est le plus court chemin entre l'ouest de la Chine et l'Europe. Des équipements majeurs ont été mis en service au cours des dernières années avec l'achèvement du chemin ferroviaire Trans-Kazakhstan et la ligne Bakou-Tbilissi-Kars, opérationnelle depuis 2017.
En 2022, le fret du corridor médian (cargo) double à 1,5 million de tonnes, quand la Northern Route perd  34% de son volume d'affaire. Le développement du corridor médian affronte des obstacle, dont les limites de capacité des ports maritimes et des chemins de fer, l'absence de structure douanière unifiée et l'unicité de l'opérateur, et l'alignement géopolitique le long de la route.
Depuis le début de la guerre russo-ukrainienne en février 2014, le trafic de cargo du corridor médian s'est développé de près de 3,2 million de tonnes en 2022 quand les biens se sont déplacés du corridor du nord vers le corridor médian. La Turquie se positionne elle-même comme un acteur clé entre la Chine et l'Europe à travers l'Organisation des États turciques pour le corridor médian, avec un transport fret multiplié par six sur la décennie. Depuis 2022, la Chine s'est impliquée dans des projets du Corridor médian, en signant des accords avec le Kazakhstan, la Géorgie et l’Azerbaïdjan, pour développer l'infrastructure le long de la route.